# Відьма (роман Гевелта)
«Відьма» (нід. HEX) — роман жахів нідерландського письменника Томаса Олде Гевелта (у перекладі КМ-Букс – Хьовелт). Вперше вийшов нідерландською мовою 2013 року у видавництві Luitingh-Sijthoff, англійською — 2016 року у видавництві Tor Books (Переклад здійснила Nancy Forest-Flier). Роман став першою книгою Олде Гевелта, що вийшов англійською. Під час перекладу автор дещо скоригував сюжет: переніс дію з голландського села Бек до штату Нью-Йорк, а також трохи змінив завершальну частину.
Права на екранізацію твору викупила голлівудська компанія Warner Bros.
Права на переклад книги українською придбало видавництво «Країна мрій».

## Сюжет
Дія книги розгортається у містечку Блек-Спрінг у штаті Нью-Йорк (село Бек в оригінальній версії), мешканців його регулярно тероризує привид Відьми Чорної Скелі. За людського життя відьма була жінкою, яку звали Катерина ван Вайлер, яку позбавили життя у 1664 році, а перед похованням зашили їй очі та рота. Привид час від часу з'являється у різних кутках Блек-Спрінг і мешканці містечка відстежують її активність через спеціальний мобільний додаток «HEX», який допомагає людям уникати зустрічі з привидом. У місті діє низка основних та дуже суворих правил і запобіжних заходів задля утримання крихкої рівноваги відносин між Відьмою та живими людьми. Перше з двох найголовніших правил забороняє розповідати стороннім про існування Відьми Чорної Скелі, у другому сказано, що шви на очах і роті Відьми ніколи не можуть бути зняті. Мешканці не можуть покинути місто більш ніж на кілька діб, інакше прокляття привида змушує їх чинити самогубство. Мешканці міста роблять все можливе, щоб відвернути чужинців від міста, але це не завжди вдається.
Група підлітків, незадоволена замкнутістю свого життя, планує сповістити світ про існування привида Відьми. Такий крок може призвести до суворого покарання з боку міської влади, адже відеозапис Відьми заборонений. Проте самовпевнені підлітки розробляють вебсайт під назвою Open Your Eyes, де розміщують відеохроніку появ Відьми. Сайт недоступний для мешканців міста завдяки спеціальним протоколам безпеки. Підліткам допомагає член міської ради Роберт Грім, який не дуже задоволений тим, як відчайдушно місто береже середньовічні звичаї.
З часом у групі починають виникати внутрішні конфлікти, які відокремлюють підлітків один від одного. Зрештою, один з персонажів, Джейдон Холст заходить занадто далеко у своїх діях і крихке перемир'я між мешканцями міста і Відьмою Чорної Скелі порушується. Події поступово виходять з-під контролю і місто опиняється під загрозою знищення.

## Критика
Загалом критики та читачі сприйняли роман дуже схвально. На батьківщині книга стала рекордсменом продажів за перше півріччя 2013 року. Критик Пол ді Філіппо у своїй рецензії на сайті часопису «Локус» назвав книгу «майстерно написаною, темно-готичною, подекуди сюрреалістичною казкою, традиційною і водночас інноваційною у своєму жанрі», відзначив вплив раннього Стівена Кінга, режисера М. Найт Ш'ямалана та фільму «Відьма з Блер», а також зазначив вдале перенесення сюжету роману до північноамериканського містечка. Джонатан Гетфул з англійського часопису SciFiNow порівняв книгу Олде Гевелта з деякими книгами Стівена Кінга, особливо «Кладовищем домашніх тварин» та «Необхідними речами», і назвав книгу «насправді страшною». Сам Стівен Кінг у своєму твіттер-акаунті назвав роман «цілковито, блискуче оригінальним», а Джордж Мартін — «можливо, найкращою книгою у жанрі жахів у 2016 році».

## Український переклад
- Томас Олде Хьовелт. Відьма. Переклад з англ. Олег Грицаєнко. — К. : КМ-Букс, 2017. — 512 с. — ISBN 978-617-7535-23-1.

В Україні був виданий переклад англомовної американізованої версії роману. У ній голландське містечко Бек перероблене на колонію голландських мисливців Нью-Бек, а персонажі роману отримали нові імена.